# Hystrichonychus nepetae
Hystrichonychus nepetae är en spindeldjursart som först beskrevs av Bagdasarian 1951.  Hystrichonychus nepetae ingår i släktet Hystrichonychus och familjen Tetranychidae. Inga underarter finns listade i Catalogue of Life.